# Dólmen de Viera
O Dolmen de Viera é um monumento megalítico, declarado Patrimônio Mundial da UNESCO, situado na cidade espanhola de Antequera (Málaga), formando parte do Conjunto Arqueológico dos Dólmens de Antequera.

## Estrutura

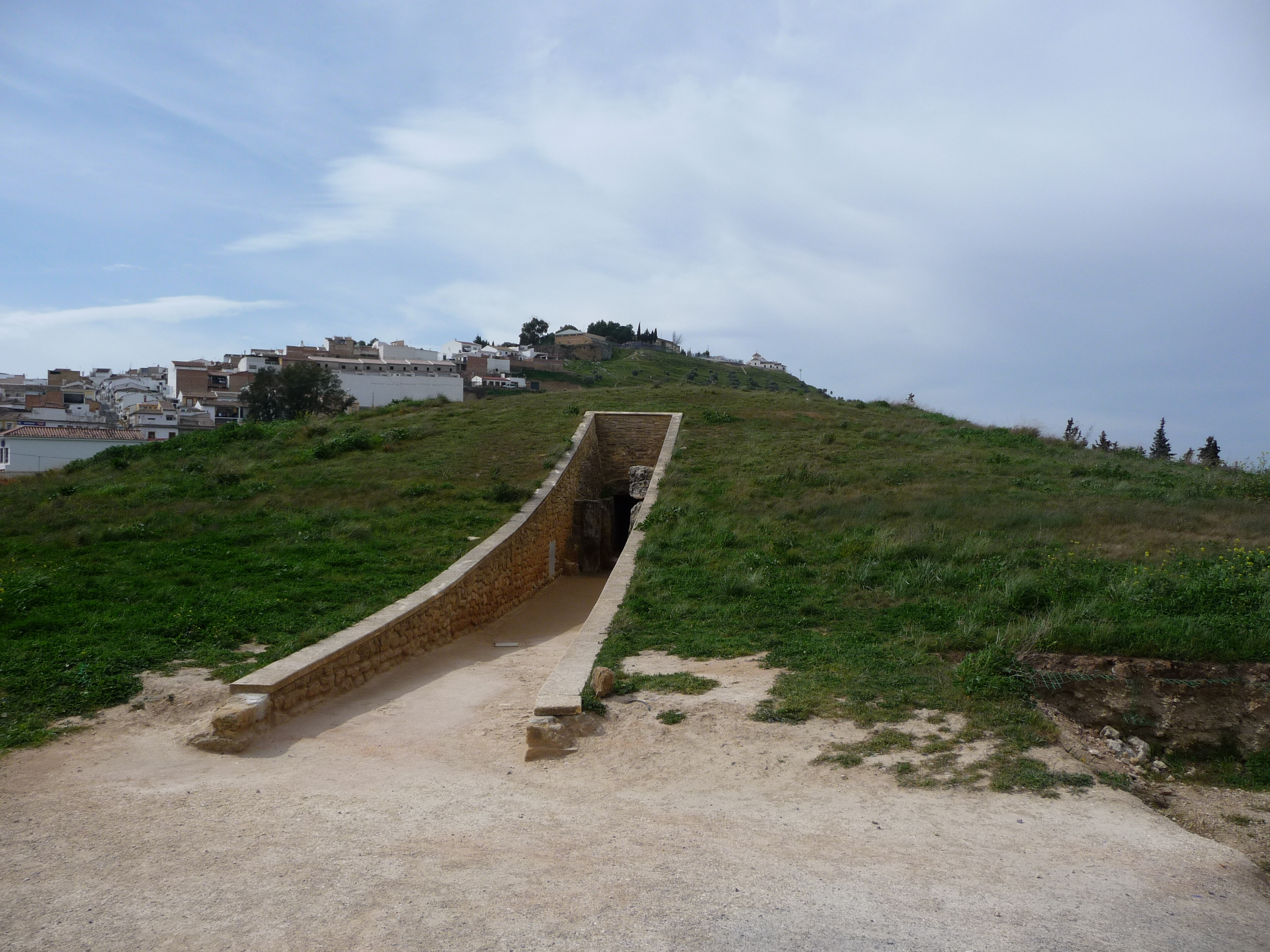
Vista exterior

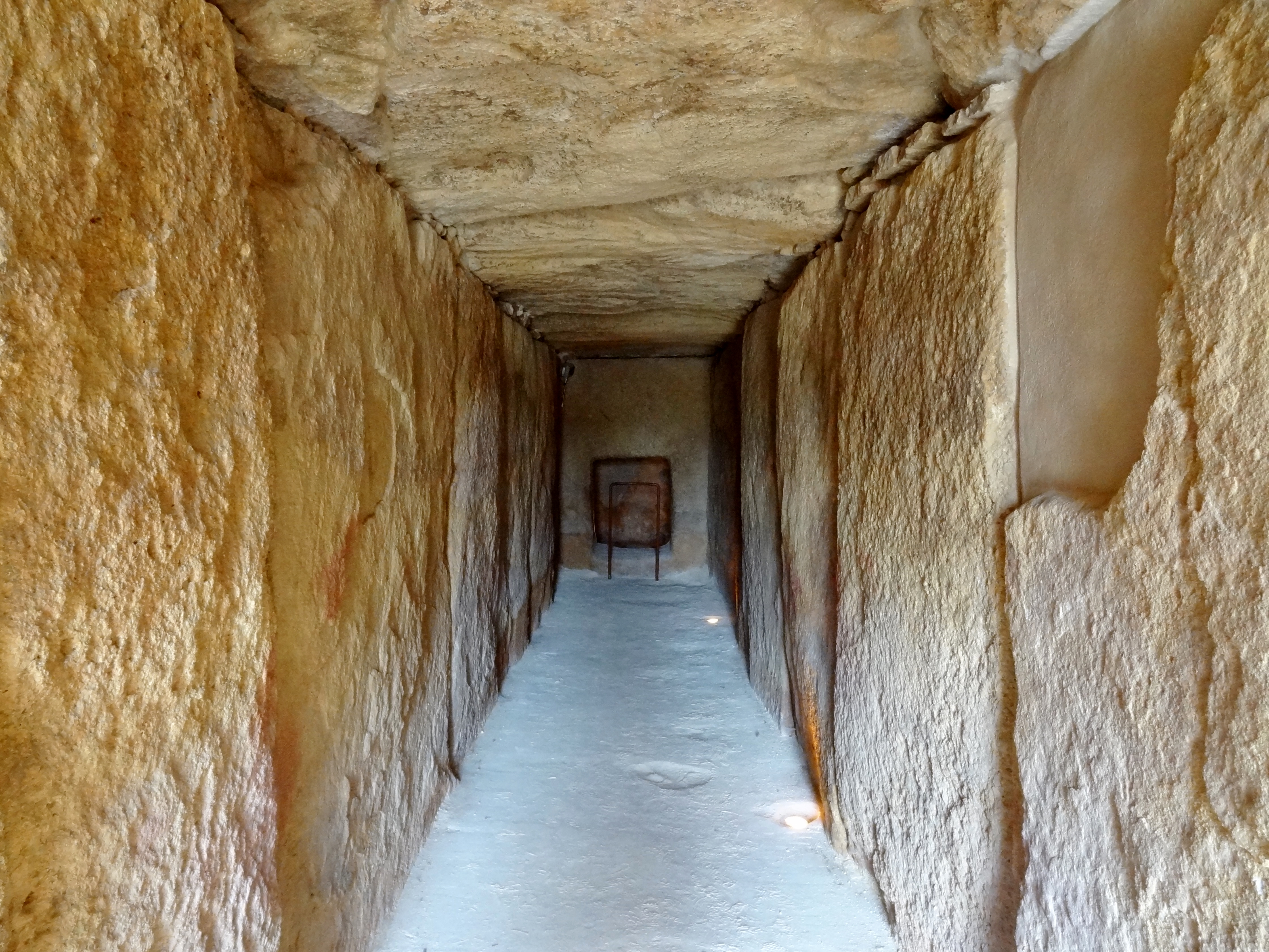
Vista interior

É o protótipo de sepulcro de corredor (vinculado à tradição atlântica) construído durante os equinócios. Possui uma câmara quadrada no final dos 21 metros de corredor. No seu interior podem ser vistos restos de pinturas avermelhadas. A estrutura do dolmen é coberta com um túmulo de 50m de diâmetro, como no Dolmen de Menga.

## Historia
Construído em 4000 a.C., foi descoberto em fevereiro de 1903 pelos irmãos José Viera Fuentes e Antonio Viera Fuentes, funcionários da região de Antequera, que a chamaram de Cova Pequena, em relação ao Dolmen de Menga, de dimensões maiores. Posteriormente o arqueólogo Manuel Gómez-Moreno a denominou "dolmen de Viera", em honra a estes irmãos.
A primeira intervenção de restauração documentada aconteceu em 1941 sob supervisão de Francisco Prieto Moreno, arquiteto conservador da Alhambra e da Zona de Belas Artes do Ministério da Educação, e consistiu de limpeza do corredor, criação de três escadas a fim de facilitar o acesso, reconstrução das pistas com pedras e ajuste da cancela para fechar corretamente.
Sua última intervenção, aconteceu sob as mãos do arquiteto Ciro de la Torre Fragoso, em 2004, com o fim de resolver os problemas de conservação devido às infiltrações pelo túmulo, consolidar as estruturas, melhorar a drenagem e gerar uma nova imagem exterior a partir do túmulo e formalização do átrio, que é o que se percebe atualmente.

## Valor cultural
É o protótipo de dolmen da Península Ibérica, orientado ao nascer do sol nos equinócios de primavera e outono, de modo que a luz do sol entre estes dias até o fundo da câmara. Deste modo, fica marcado em pedra o centro dos extremos do sol entre os solstícios de verão e inverno, aparecendo as quatro estações, tão importantes para as comunidades agrícolas do Período Neolítico das terras de Antequera, construtoras destes megalitos. Este fenômeno tem sido estudado pelo arqueoastrônomo Michael Hoskin em sua obra: "Tumbas, templos e suas orientações: uma nova perspectiva sobre a Pré-História do Mar Mediterrâneo" (2001).

## UNESCO
Foi inscrito como Patrimônio Mundial da UNESCO por ser: "um dos mais marcantes trabalhos da Pré-História da Europa e um dos mais importantes exemplos do Megalitismo Europeu."
Fazem parte do conjunto:
- Dolmen de Menga
- Dolmen de Viera
- Dolmen El Romeral

## Ligações Externas
- Video inmersivo 360º desde el interior del Dolmen de Viera. Banco de Imágenes del Patrimonio Cultural. Instituto Andaluz del Patrimonio Histórico
- Junta de Andalucía. Tour virtual de los Dólmenes de Antequera
- Documental de los servicios informativos de TVE: PASTOR, Ana; CALVO, Ana (prod.); MONTERO, Matías (dir.) (2016): La mirada de los dólmenes. Programa “Crónicas”, emitido el 31-03-2016
- Documental de los servicios informativos de Canal Sur TV: BARRIO, Rodrigo del (prod.), CÁTEDRA . Luis (ed.) (2016): Los pilares de la civilización. Programa ”Los reporteros”, emitido el 07-07-2016, a partir del minuto 25:20